# Pterygoplichthys pardalis
Espèce
Pterygoplichthys pardalis est un poisson tropical appartenant à la famille des Loricariidae originaire du bassin amazonien du Brésil et du Pérou. On le trouve fréquemment en aquariophilie, où il est souvent abusivement désigné sous le nom de Hypostomus plecostomus, une espèce du plateau guyanais dont le nom est utilisé à tort et à travers pour toutes sortes de Loricariidae. Les espèces du genre Hypostomus n'ont que 5 à 8 rayons dans la nageoire dorsale, quand P. pardalis en possède 11 à 13.
P. pardalis est morphologiquement très proche de P. disjunctivus : ces deux taxons, introduits dans de nombreux endroits du monde où ils sont devenus invasifs, semblent s'hybrider massivement.